# Cody Kearsley
Cody Kearsley (10 de marzo de 1991) es un actor canadiense, conocido por su interpretación de Moose Mason en la serie CW  Riverdale  y Turbo Pokaski en la serie Netflix,  Daybreak .

## Carrera
Kearsley debutó en un papel protagónico en "Borealis", donde se le acredita como escritor y actor. La película se estrenó en 2016. Luego, pasó a desempeñar un papel menor en la película de 2017, "Power Rangers". En el mismo año, Kearsley protagonizó una serie dramática "Spiral", que duró una temporada. Más tarde fue elegido como Moose Mason en la adaptación televisiva de CW basada en Archie Comic, "Riverdale". Tuvo un papel recurrente en las primeras tres temporadas antes de irse a mitad de temporada en la tercera temporada. En 2018, Kearsley terminó de trabajar en Gemini, un cortometraje de ciencia ficción. Recientemente, Kearsley interpretó a Turbo Bro Jock en la serie de Netflix Daybreak. Kearsley también se ha aventurado a producir, produciendo la próxima película Kingdom Come y el programa de televisión 2020 Three Little Pieces.

## Filmografía

### Películas
| Año  | Título        | Papel   | Notas                            |
| ---- | ------------- | ------- | -------------------------------- |
| 2016 | Borealis      | Nash    | También escritor y productor     |
| 2017 | Power Rangers | Hawkeye |                                  |
| 2017 | Gemini        | Chad    |                                  |
| 2020 | River Road    | Travis  | Posproducción                    |
| 2020 | Breach        | Noah    | Posproducción                    |
| TBA  | Kingdom Come  |         | Posproducción; también productor |

### Televisión
| Año         | Título    | Papel                    | Notas                          |
| ----------- | --------- | ------------------------ | ------------------------------ |
| 2017        | Spiral    | Josh                     | Papel principal                |
| 2017 - 2022 | Riverdale | Marmaduke "Moose" Mason  | Papel recurrente; 28 episodios |
| 2019        | iZombie   | Gulliver                 | 1 episodio                     |
| 2019        | Daybreak  | Turbo "Bro Jock" Pokaski | Papel principal                |